# DKW Block 500
Die DKW Block 500  ist ein Motorradmodell der Auto Union AG aus dem DKW-Stammwerk Zschopau. Es war das leistungsstärkste Modell der 1931 eingeführten, fünf Hubraumklassen umfassenden Block-Baureihe. Gleichzeitig ist sie das erste Modell der Halbliterklasse mit der für die Auto Union lizenzierten Schnürle-Umkehrspülung für Zweitaktmotoren.

## Technik
Der Name der Reihe bezieht sich auf das mit dem Motor in einem gemeinsamen Gehäuse verblockte Getriebe. Rahmen und die Gabelscheiden sind aus Pressstahlprofilen hergestellt und – bis auf die Block 175 – weitestgehend baugleich mit den kleineren Schwestermodellen der Block-Reihe. Äußerlich unterscheidet sich das Modell bis auf das Motorgehäuse nur unwesentlich vom Vorgängermodell Sport 500. Das Vierganggetriebe war eine Neuerung für ein DKW-Motorrad dieser Hubraumklasse.
Das Motorrad war standardmäßig mit elektrischem Horn, elektrischem Anlasser (Dynastart), 50-Watt-Beleuchtungsanlage sowie einem ebenfalls aus einem Stahlprofil gepressten Lenker ausgerüstet, der gleichzeitig Instrumententräger für Tachometer und „Zeituhr“ ist. Zudem gibt es einen Ruckdämpfer auf dem Ende der Kurbelwelle und einen Fußkupplungshebel.
Die Block 500 wurde nur 1933 gebaut, da Ende des Jahres die aus der Block-Reihe weiterentwickelte SB-Reihe eingeführt wurde. Nach rund 300 Stück der Block 500 ging 1934 das Nachfolgemodell SB 500 in Produktion.
| DKW Block 500         | DKW Block 500                                                                            |
| --------------------- | ---------------------------------------------------------------------------------------- |
| Baujahre              | 1933                                                                                     |
| Motor                 | fahrtwindgekühlter Zweizylinder-Zweitakt-Reihenmotor mit 180° Kurbelversatz, Kickstarter |
| Steuerung             | Schlitzsteuerung                                                                         |
| Ladungswechsel        | Umkehrspülung                                                                            |
| Bohrung × Hub         | 68 × 68 mm                                                                               |
| Hubraum               | 493,8 cm³                                                                                |
| Nennleistung          | 15 PS (11 kW)                                                                            |
| Vergaser              | Framo B                                                                                  |
| Schmierung            | Zweitaktgemisch 1 : 20                                                                   |
| Getriebe              | 4-Gang-Getriebe                                                                          |
| Endantrieb            | Kette                                                                                    |
| Rahmenbauart          | Pressstahl-Profilrahmen                                                                  |
| Radstand              | 1340 mm                                                                                  |
| Radaufhängung vorn    | Parallelogrammgabel mit Schraubenfeder                                                   |
| Radaufhängung hinten  | Starrrahmen                                                                              |
| Bremsen               | Innenbackenbremsen vorn und hinten                                                       |
| Leergewicht           | 160 kg                                                                                   |
| Höchstgeschwindigkeit | 115 km/h                                                                                 |
| Stückzahl             | ca. 300                                                                                  |